# 藤岡市めぐるん
藤岡市めぐるん（ふじおかしめぐるん）は群馬県藤岡市のコミュニティバスである。上信ハイヤーが受託している。

## 現行路線

### 市内循環線
- 群馬藤岡駅 - 藤岡市役所 - 藤岡総合病院 - ららん藤岡 - 古桜町 - みかぼみらい館第3駐車場 - 塚原団地前 - 群馬藤岡駅
  - →方向が左回り、←方向が右回り

### 三ツ木〜高山線
- 三ツ木公会堂前 - 台薬師前 - ららん藤岡 - 北藤岡駅 - 藤岡総合病院- 藤岡市役所 - 群馬藤岡駅 - みかぼみらい館第3駐車場 - 東平井公民館前 - 三本木公会堂前 - 高山社跡 - 高山(二千階段入口)

### 藤岡～上平線
- ららん藤岡 - 藤岡総合病院- 藤岡市役所 - 群馬藤岡駅 - 中大塚 - 緑埜公会堂前 - 金井郵便局前 - 駒留 - 土と火の里公園入口 - 小柏･上平

## 運賃
- 市内循環線： 100円
- 三ツ木〜高山線　藤岡～上平線： 区間制